# Клён серый
Клён се́рый (лат. Acer griseum) — вид деревьев рода Клён (Acer) семейства Сапиндовые (Sapindaceae). Произрастает в центральном Китае.

## Ботаническое описание

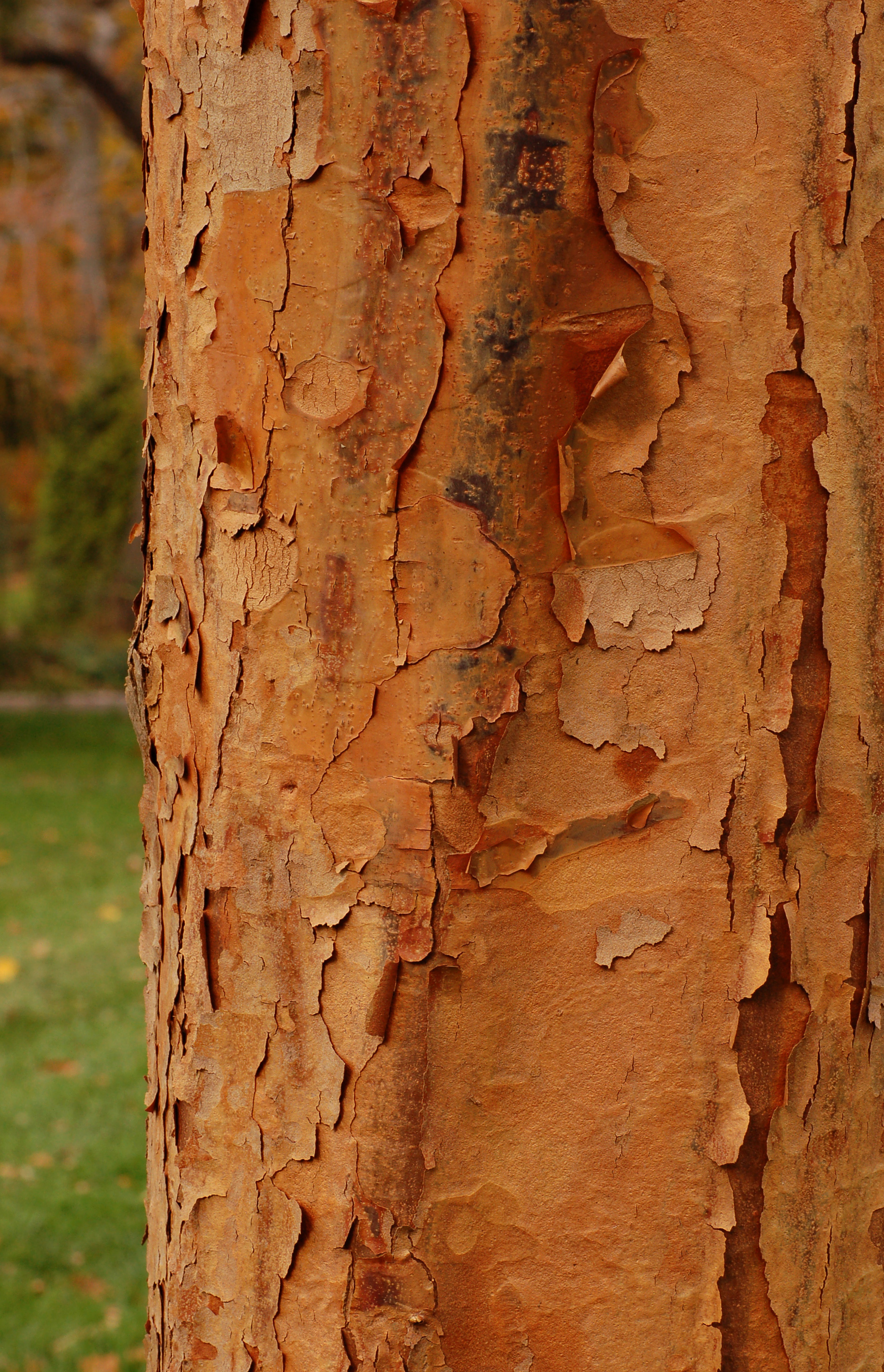
Кора клёна серого

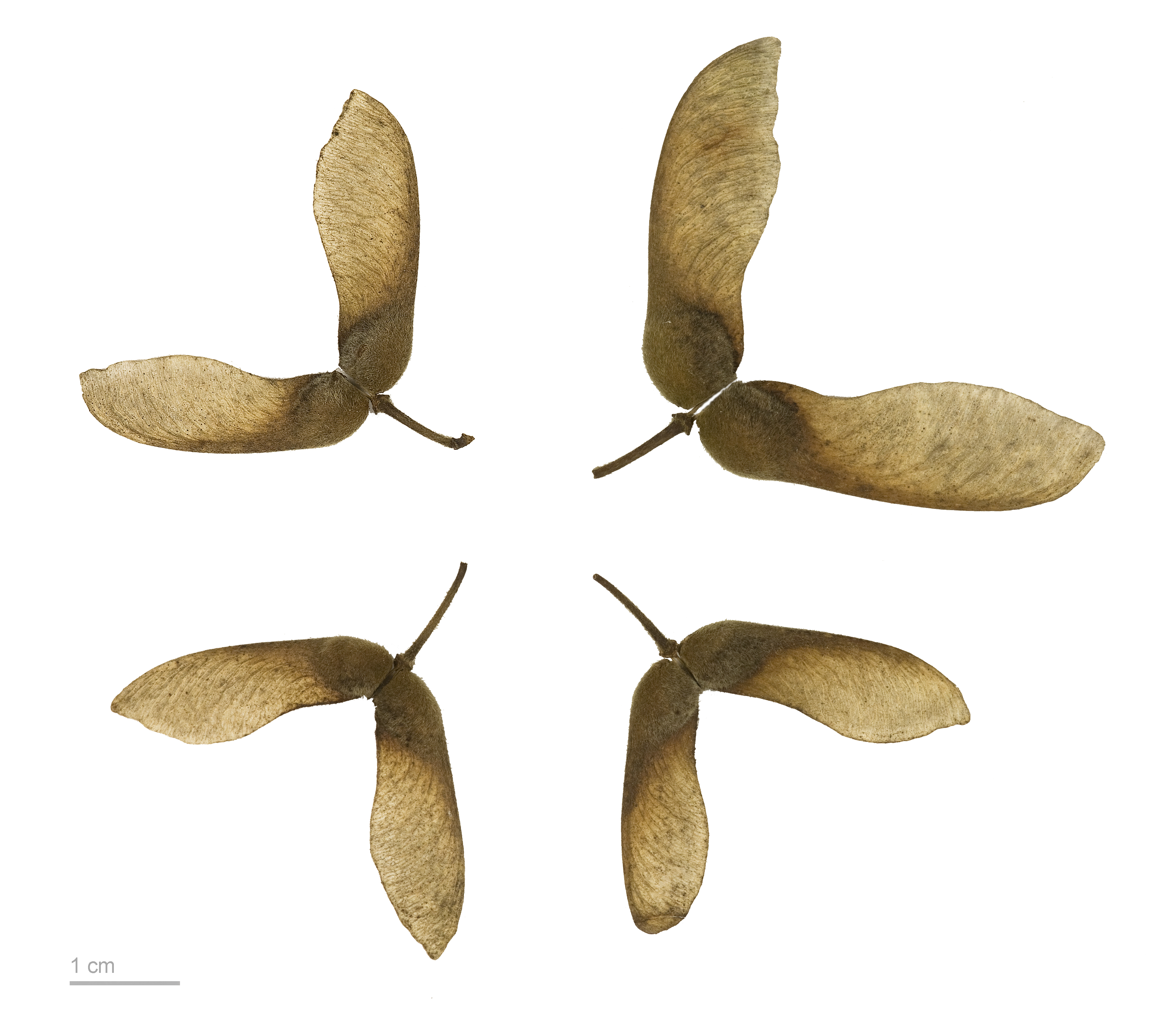
Плоды, Тулузский музеум

Деревья до 13 м в высоту. Кора отслаивающаяся бумаговидными клочьями, коричнево-бурого цвета. Молодые побеги покрыты шелковистым опушением.
Листья тройчатосложные, с эллипсоидными или продолговато-яйцевидными листочками 3–6 см длиной и 1,5–4 см шириной.
Цветки опушённые, зеленоватого цвета, собраны в малоцветковые соцветия-щитки.
Плоды — крылатки около 3 см длиной.
Цветёт в мае, плодоносит в сентябре.

## В культуре
Изредка выращивается в ботанических садах. Введен в культуру в 1901 году. В Санкт-Петербурге, в парке Ботанического сада Петра Великого БИН РАН плодоносит.

## Классификация

### Таксономия
Вид Клён серый входит в род Клён (Acer) семейства Сапиндовые (Sapindáceae).
|  |                                      |  |                                                       |                                                       |                      |  | ещё 8 семейств (согласно Системе APG II) | ещё 8 семейств (согласно Системе APG II) |                   |  |  |  | ещё более 100 видов |
|  |                                      |  |                                                       |                                                       |                      |  | ещё 8 семейств (согласно Системе APG II) | ещё 8 семейств (согласно Системе APG II) |                   |  |  |  | ещё более 100 видов |
|  |                                      |  |                                                       | порядок Сапиндоцветные                                |                      |  |                                          |                                          | род Клён          |  |  |  |                     |
|  |                                      |  |                                                       | порядок Сапиндоцветные                                |                      |  |                                          |                                          | род Клён          |  |  |  |                     |
|  | отдел Цветковые, или Покрытосеменные |  |                                                       |                                                       | семейство Сапиндовые |  |                                          |                                          | вид Клён серый    |  |  |  |                     |
|  | отдел Цветковые, или Покрытосеменные |  |                                                       |                                                       | семейство Сапиндовые |  |                                          |                                          |                   |  |  |  |                     |
|  |                                      |  | ещё 44 порядка цветковых растений (по Системе APG II) | ещё 44 порядка цветковых растений (по Системе APG II) |                      |  |                                          | ещё 140—150 родов                        | ещё 140—150 родов |  |  |  |                     |
|  |                                      |  |                                                       | ещё 44 порядка цветковых растений (по Системе APG II) |                      |  |                                          |                                          | ещё 140—150 родов |  |  |  |                     |